# Quận Harrison, West Virginia
Quận Harrison là một quận thuộc tiểu bang West Virginia, Hoa Kỳ. Theo điều tra dân số năm 2000 của Cục điều tra dân số Hoa Kỳ, quận có dân số người 68.652 2. Quận lỵ đóng ở Clarksburg 6. Quận này là một bộ phận của vùng đô thị Clarksburg.

## Địa lý
Theo Cục điều tra dân số Hoa Kỳ, quận có tổng diện tích 1080 km2, trong đó có 3 km2 hay 0,13% là diện tích mặt nước.

## Thông tin nhân khẩu
Theo điều tra dân số 2 năm 2000, quận đã có dân số 68.652 người, 27.867 hộ gia đình, và 19.088 gia đình sống trong quận hạt. Mật độ dân số là 165 người trên một dặm vuông (64/kmТВ). Có 31.112 đơn vị nhà ở với mật độ trung bình là 75 trên một dặm vuông (29/kmТВ). Cơ cấu dân tộc của cư dân sinh sống ở quận này bao gồm 96,55% người da trắng, 1,61% da đen hay Mỹ gốc Phi, 0,15% người Mỹ bản xứ, 0,59% châu Á, Thái Bình Dương 0,03%, 0,21% từ các chủng tộc khác, và 0,86% từ hai hoặc nhiều chủng tộc. 0,96% dân số là người Hispanic hay Latino thuộc một chủng tộc nào.
Có 27.867 hộ, trong đó 29,70% có trẻ em dưới 18 tuổi sống chung với họ, 53,30% là đôi vợ chồng sống với nhau, 11,40% có nữ hộ và không có chồng, và 31,50% được không gia đình. 27,70% hộ gia đình đã được tạo ra từ các cá nhân và 13,20% có người sống một mình 65 tuổi hoặc cao tuổi hơn. Cỡ hộ trung bình là 2,42 và cỡ gia đình trung bình là 2,94.
Trong quận, dân số đã được trải ra với 23,10% dưới độ tuổi 18, 8,30% 18-24, 27,50% 25-44, 24,50% từ 45 đến 64, và 16,60% từ 65 tuổi trở lên đã được những người. Độ tuổi trung bình là 39 năm. Đối với mỗi 100 nữ có 91,80 nam giới. Đối với mỗi 100 nữ 18 tuổi trở lên, đã có 88,20 nam giới.
Thu nhập trung bình cho một hộ gia đình trong đã đạt mức USD 30.562, và thu nhập trung bình cho một gia đình là USD 36.870. Phái nam có thu nhập trung bình USD 30.721 so với 22.110 USD của phái nữ. Thu nhập bình quân đầu người là 16.810 USD. Có 13,60% gia đình và 17,20% dân số sống dưới mức nghèo khổ, bao gồm 24,10% những người dưới 18 tuổi và 9,40% của những người 65 tuổi hoặc hơn.